# 量子暗号プロトコル
量子暗号プロトコル (quantum cryptography protocol) は量子暗号と総称される分野で研究されているものの一つで、その原理に量子の性質を利用する暗号プロトコルである。

## 概要
量子暗号プロトコルは、その暗号としての原理に、量子の量子物理的な性質を利用する暗号プロトコルである。初めて提案されたそのような具体的なプロトコルは、量子鍵配送のプロトコルのBB84とされる（「量子鍵　配送」ではなく「量子　鍵配送」）。ストリーム暗号のプロトコル Yuen 2000（Y-00）など、他にもいくつかの提案がある。